# Shotover (rivière)
La rivière Shotover est située dans la région d'Otago dans l'Île du Sud en Nouvelle-Zélande. Le nom suggère correctement que les 75 kilomètres de long de la rivière sont des zones d'écoulement accéléré avec de nombreux rapides.
La rivière coule vers le sud à partir des Alpes du Sud (Nouvelle-Zélande) et son lit passe à travers le Skippers Canyon, avant de se drainer dans la Kawarau à l'est de Queenstown, Nouvelle-Zélande.
Le pont Edith Cavell franchit la rivière à "Arthurs Point".

## Dénomination
La rivière a été dénommée "Shotover" par le premier Européen, William Gilbert Rees qui était installé sur les berges du lac Wakatipu en 1860. Il la nomme du fait de l'origine de son partenaire de travail George Gammie venant d'Angleterre de "Shotover Park". La rivière s'est appelée précédemment Tummel du fait de deux pionniers écossais nommés Cameron et MacDonald, qui avaient franchi cette zone avant l'arrivée de Rees. Cela fait aussi référence au Overshot (système mu par au-dessus) des premiers mineurs d'or, mais ce fut le nom de Shotover qui resta ,[réf. à confirmer].
Le nom en langue Māori est Kimi-ākau ce qui signifie « regardant vers la côte », ce qui est probablement une référence de cette zone comme une route vers la West Coast dans la recherche du Pounamu (minéral dur et durable de grande valeur, formé de jade ou néphrite, pierre de couleur verte, que l'on ne rencontre qu'en Nouvelle-Zélande et en Australie).

## Tourisme
La recherche de l'or a marqué l'histoire initiale et la rivière fut l'une des plus riches du monde. Débutant dès 1862 quand de l'or fut découvert pour la première fois à Arthur point dans la banlieue (7 km au nord) de Queenstown par Thomas Arthur, la rivière a été exploitée par toutes les techniques de tamisage. Aujourd'hui des chercheurs d'or continuent à temps partiel à travailler dans le lit de la rivière et ses affluents , "Moke" et " Moonlight Creeks", à la recherche d'or. Mais c'est actuellement une rivière populaire pour le tourisme.
La rivière est utilisée pour ses eaux blanches pour le rafting et des promenades en "jetboat" pour les touristes venant de Queenstown. Il y a aussi des sites de nage en canyon sur de courtes distances sur la rivière en amont de "point Arthur ". trois opérateurs de "jet boats" ont l'autorisation d'utiliser la rivière, ainsi que deux compagnies de rafting. La plupart des terrains entourant la rivière "Shotover", en amont de "Point Arthurs Point", sont maintenant la propriété de Robert Lange, le précédent mari de la chanteuse Shania Twain.

## Le tunnel "Oxenbridge"
Le tunnel Oxenbridge Tunnel à Arthur point est un tunnel de 170 m qui fait partie d'un projet de mine des frères "Oxenbridge" qui cherchèrent à dériver l'eau de la rivière pour exploiter l'or situé dans son lit. Il est enregistré dans la Catégorie II des lieux Historique en 1985[réf. souhaitée], et est utilisé pour le rafting et les kayakistes.
Il existe un tracé de randonnée du "Department of Conservation" de la Nouvelle-Zélande nommé l'Oxenbridge Tunnel Track qui va du pont Edith Cavell, le long de la rivière Shotover jusqu'aux abord de " Oxenbridge Tunnel".

## Gel de la rivière
En juillet 1991 et en juin 1992 la rivière gela d'une rive à l'autre près de Skippers Canyon, et des blocs de glace de la taille de roues de véhicules empêcha toute activité touristique en 2007.
En 2012 aussi une large partie de la rivière gela après une série de jours très froids qui affectèrent les activités des opérateurs commerciaux.